# Aralakuppe, Pandavapura
Aralakuppe là một làng thuộc tehsil Pandavapura, huyện Mandya, bang Karnataka, Ấn Độ.